# Problema de los dos cuerpos en la relatividad general

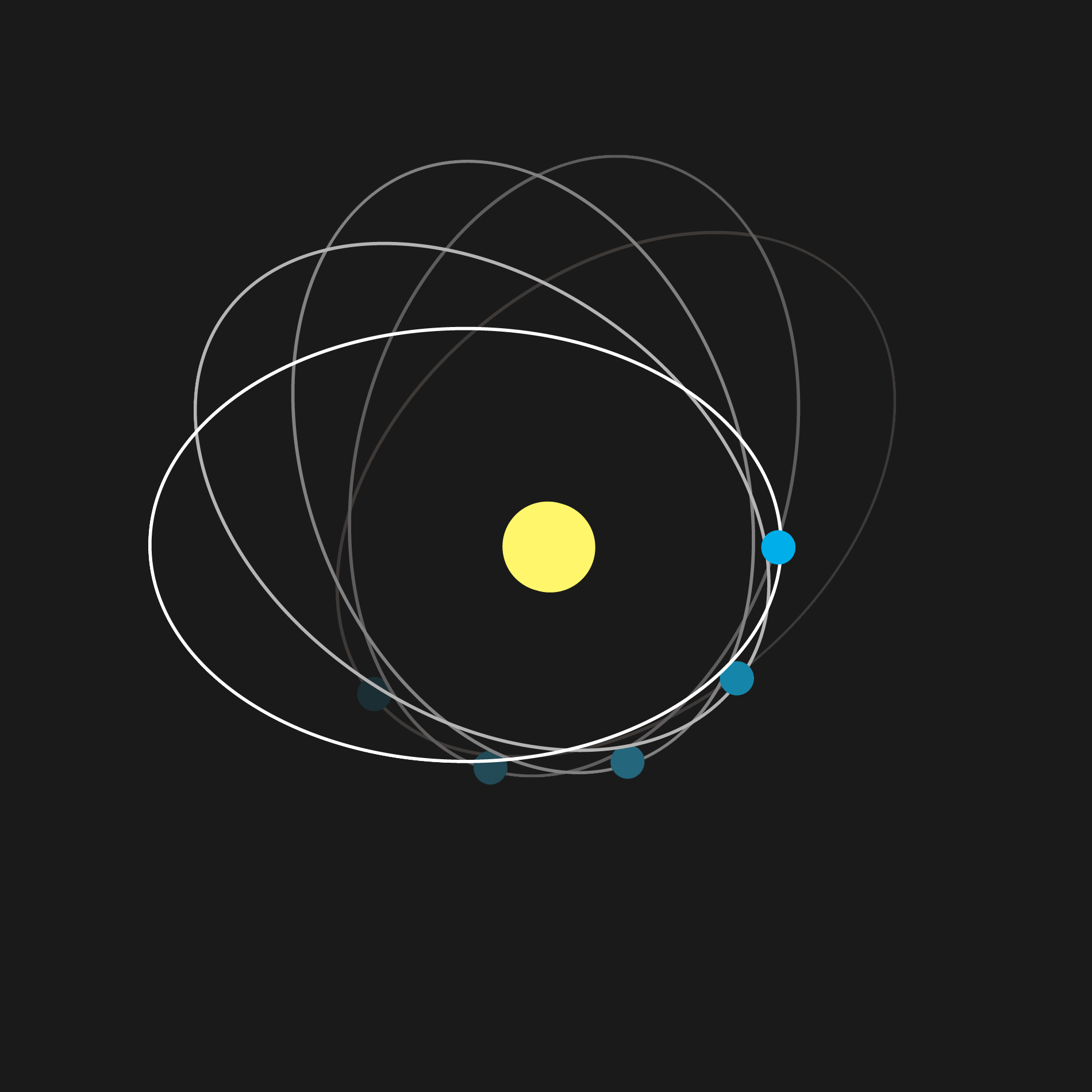
Precesión del perihelio del planeta Mercurio, un fenómeno que no puede justificar la mecánica newtoniana, pero que la mecánica relativista fue capaz de explicar.

El problema de los dos cuerpos en la relatividad general es la determinación del movimiento y del campo gravitatorio de dos cuerpos según lo descrito por las ecuaciones de campo de la relatividad general. La resolución relativista del problema de Kepler es esencial para explicar y calcular fenómenos como el curvado de la trayectoria de la luz por efecto de la gravedad, así como determinados efectos sobre el movimiento de un planeta que orbita alrededor de su sol. Las soluciones también se utilizan para describir el movimiento de estrellas binarias entre sí, y para estimar su pérdida gradual de energía a través de la emisión de ondas gravitatorias. Es habitual suponer que ambos cuerpos son puntuales, por lo que pueden omitirse las fuerzas de marea y los detalles de su composición material.

## Visión general
La relatividad general describe el campo gravitacional mediante la curvatura del espacio-tiempo; las ecuaciones de campo que rigen esta curvatura son sistemas no lineales y, por lo tanto, son difíciles de resolver de forma explícita. No se han encontrado soluciones exactas del problema de Kepler, pero tiene una solución aproximada: la solución de Schwarzschild. Esta solución se aplica cuando la masa M de un cuerpo es muchísimo mayor que la masa m del otro. Si es así, la masa más grande se puede tomar como estacionaria y como el único contribuyente al campo gravitatorio. Esta es una buena aproximación para un fotón que pasa cerca de una estrella y para un planeta que orbita alrededor de su sol. El movimiento del cuerpo más ligero (llamado "partícula" a partir de ahora) se puede determinar a partir de la solución de Schwarzschild; el movimiento es una línea geodésica (la "ruta más corta entre dos puntos") en el espacio-tiempo curvo. Tales soluciones geodésicas permiten modelizar correctamente la anómala precesión del planeta Mercurio, lo que constituye una pieza clave de evidencia que respalda la teoría de la relatividad general. También describen el curvado de la luz en un campo gravitatorio, otra famosa predicción utilizada como evidencia de la relatividad general.
Si se considera que ambas masas contribuyen al campo gravitatorio, como en las estrellas binarias, el problema de Kepler puede resolverse solo aproximadamente. El primer método de aproximación que se desarrolló fue el de  expansión postnewtoniana, un método iterativo en el que una solución inicial se corrige gradualmente. Más recientemente, ha sido posible resolver la ecuación de campo de Einstein usando ordenadores en lugar de fórmulas matemáticas. Cuando los dos cuerpos orbitan entre sí, emiten radiación gravitatoria; esto hace que pierdan energía y momento angular gradualmente, como ilustra el pulsar binario PSR B1913+16.
Para los agujeros negros binarios, la solución numérica del problema de los dos cuerpos se logró después de cuatro décadas de investigación, en 2005, cuando tres grupos de investigadores idearon una serie de técnicas innovadoras.

## Contexto histórico

### Problema clásico de Kepler

Figura 1. Trayectoria elíptica típica de una masa pequeña m que orbita alrededor de una masa mucho más grande M. La masa más grande también se mueve en una órbita elíptica, pero es demasiado pequeña para ser vista porque M es mucho mayor que m. Los extremos del diámetro indican los ápsides, los puntos de distancia más cercana y más lejana.

El problema de Kepler recibe su nombre del astrónomo alemán Johannes Kepler, que trabajó como asistente del astrónomo danés Tycho Brahe. Brahe tomó medidas extraordinariamente precisas del movimiento de los planetas del sistema solar. A partir de estas mediciones, Kepler pudo formular las denominadas Leyes de Kepler, la primera descripción moderna del movimiento planetario:
1. La órbita de cada planeta es una elipse con el Sol en uno de los dos focos.
2. Una recta tendida entre un planeta y el Sol barre áreas iguales durante intervalos de tiempo iguales.
3. El cuadrado del período orbital de un planeta es directamente proporcional al cubo del semieje mayor de su órbita.

Kepler publicó las dos primeras leyes en 1609 y la tercera en 1619. Se impusieron a modelos anteriores del sistema solar, como los de Claudio Ptolomeo y Nicolás Copérnico. Las leyes de Kepler se aplican solo en el caso limitado del problema de los dos cuerpos. Voltaire y Émilie du Châtelet fueron los primeros en llamarlas leyes de Kepler.
Casi un siglo después, Isaac Newton había formulado sus tres leyes del movimiento. En particular, la segunda ley de Newton establece que una fuerza F aplicada a una masa m produce una aceleración a dada por la ecuación F = ma. A continuación, se planteó la pregunta: ¿cuál debe ser la fuerza que produce las órbitas elípticas observadas por Kepler? Su respuesta fue la ley de gravitación universal, que establece que la fuerza entre una masa M y otra masa m viene dada por la fórmula
{\displaystyle F=G{\frac {Mm}{r^{2}}}},
donde r es la distancia entre las masas y G es la constante de gravitación universal. Dada esta ley de fuerza y sus ecuaciones de movimiento, Newton pudo demostrar que dos masas puntuales que se atraen entre sí seguirían órbitas perfectamente elípticas. La relación de tamaños de estas elipses es m/M, con la masa más grande moviéndose en una elipse más pequeña. Si M es mucho más grande que m, entonces la masa más grande parecerá estar estacionaria en el foco de la órbita elíptica de la masa más ligera m. Este modelo se puede aplicar aproximadamente al sistema solar. Como la masa del Sol es mucho más grande que la de los planetas, la fuerza que actúa en cada planeta se debe principalmente al Sol; la gravedad de los planetas entre sí puede despreciarse en una primera aproximación.

### Precesión apsidal

En ausencia de otras fuerzas, una partícula orbitando alrededor de otra bajo la influencia de la gravedad newtoniana recorre la misma elipse perfecta eternamente. La presencia de otras fuerzas (como la gravitación de otros planetas) hace que esta elipse gire gradualmente. La velocidad de esta rotación (llamada precesión orbital) se puede medir con mucha precisión. Su variación también puede predecirse conociendo las magnitudes y direcciones de las otras fuerzas. Sin embargo, las predicciones de la gravedad newtoniana no coinciden con las observaciones realizadas, como se descubrió en 1859 a partir de observaciones del planeta Mercurio.

Si la energía potencial entre los dos cuerpos no es exactamente el potencial 1/r de la ley gravitatoria de Newton, sino que difiere solo ligeramente, entonces la elipse de la órbita rota gradualmente (entre otros efectos posibles). Esta precesión apsidal se observa para todos los planetas que orbitan alrededor del Sol, principalmente debido al achatamiento del Sol (que no es perfectamente esférico) y las atracciones de los otros planetas entre sí. Los ápsides son los dos puntos de la distancia más cercana y lejana de la órbita (el periápside y el apoápside, respectivamente); la precesión apsidal corresponde a la rotación de la línea que une los ápsides. También corresponde a la rotación del vector de Runge-Lenz, orientado según la línea de los ápsides.
La ley de gravitación de Newton pronto se aceptó porque permitió efectuar predicciones muy precisas del movimiento de todos los planetas. Estos cálculos se llevaron a cabo inicialmente por Pierre-Simon Laplace a finales del siglo XVIII, y fueron refinados por François Félix Tisserand a fines del siglo XIX. Por el contrario, si la ley de gravitación de Newton "no" era capaz de predecir las precesiones absidales de los planetas con precisión, tendría que descartarse como una teoría de la gravitación. Tal precesión anómala se observó en la segunda mitad del siglo XIX.

### Precesión anómala de Mercurio
En 1859, Urbain Le Verrier descubrió que la precesión orbital del planeta Mercurio no era exactamente la que debería ser de acuerdo con las leyes de Newton. La elipse de su órbita estaba girando (es decir, describiendo un movimiento de precesión) ligeramente más rápido que lo predicho por la teoría tradicional de la gravedad newtoniana, incluso después de que todos los efectos de los otros planetas se hubieran tenido en cuenta. El efecto es pequeño (aproximadamente una rotación de 43 segundos de arco por siglo), pero muy por encima del error de medición (de aproximadamente 0,01 arcosegundos por siglo). Le Verrier se dio cuenta de la importancia de su descubrimiento de inmediato, y desafió a los astrónomos y físicos por igual a encontrar una causa del fenómeno. Se propusieron varias explicaciones clásicas, como polvo interplanetario, esfericidad imperfecta no observada del Sol, una luna de Mercurio no detectada o un nuevo planeta llamado Vulcano.: 253–256 . Después de que estas explicaciones fueron descartadas, algunos físicos se vieron impulsados a la hipótesis más radical de que la ley de la inversa del cuadrado de la gravitación formulada por Newton era incorrecta. Por ejemplo, algunos físicos propusieron una ley potencial con un exponente que era ligeramente diferente de 2.: 254 
Otros argumentaron que la ley de Newton debería completarse con un potencial dependiente de la velocidad. Sin embargo, esto implicaba un conflicto con la dinámica celeste newtoniana. En su tratado sobre mecánica celeste, Pierre-Simon Laplace había demostrado que si la influencia gravitatoria no actúa instantáneamente, entonces los movimientos de los planetas mismos no conservarán el impulso (y, en consecuencia, parte del impulso tendría que ser atribuido al mediador de la interacción gravitatorio, en una situación análoga a atribuirle un impulso al medio de la interacción electromagnética.) Como se ve desde un punto de vista newtoniano, si la influencia gravitatoria se propaga a una velocidad finita, entonces en cualquier situación un planeta es atraído hacia un punto donde el Sol estuvo en un instante anterior, y no hacia la posición instantánea del sol. Partiendo de los fundamentos clásicos, Laplace había demostrado que si la gravedad se propagara a una velocidad del orden de la velocidad de la luz, entonces el sistema solar sería inestable y no existiría por un tiempo prolongado. La observación de que el sistema solar es lo suficientemente antiguo le permitió poner un límite inferior a la velocidad de la gravedad que resultó ser muchos órdenes de magnitud más rápido que la velocidad de la luz.: 177 
La estimación de Laplace para la velocidad de la gravedad no es correcta en una teoría de campo que respete el principio de la relatividad. Dado que los campos eléctricos y magnéticos se combinan, la atracción de una carga puntual que se mueve a una velocidad constante se dirige hacia la posición instantánea extrapolada, y no hacia la posición aparente que parece ocupar cuando se observa. Para evitar esos problemas, entre 1870 y 1900 muchos científicos usaron las leyes electrodinámicas de Wilhelm Eduard Weber, Carl Friedrich Gauss y Bernhard Riemann para producir órbitas estables y explicar el desplazamiento del perihelio de la órbita de Mercurio. En 1890, Lévy logró hacerlo al combinar las leyes de Weber y Riemann, por lo que la velocidad de la gravedad es igual a la velocidad de la luz en su teoría. Y en otro intento, Paul Gerber (1898) incluso logró derivar la fórmula correcta para el desplazamiento del perihelio (que era idéntica a la fórmula utilizada posteriormente por Einstein). Sin embargo, debido a que las leyes básicas de Weber y otros estaban equivocadas (por ejemplo, la ley de Weber fue reemplazada por la teoría de Maxwell), esas hipótesis fueron rechazadas. Otro intento de Hendrik Antoon Lorentz (1900), que ya utilizó la teoría de Maxwell, produjo un desplazamiento del perihelio demasiado bajo.

### Teoría de la relatividad general de Einstein

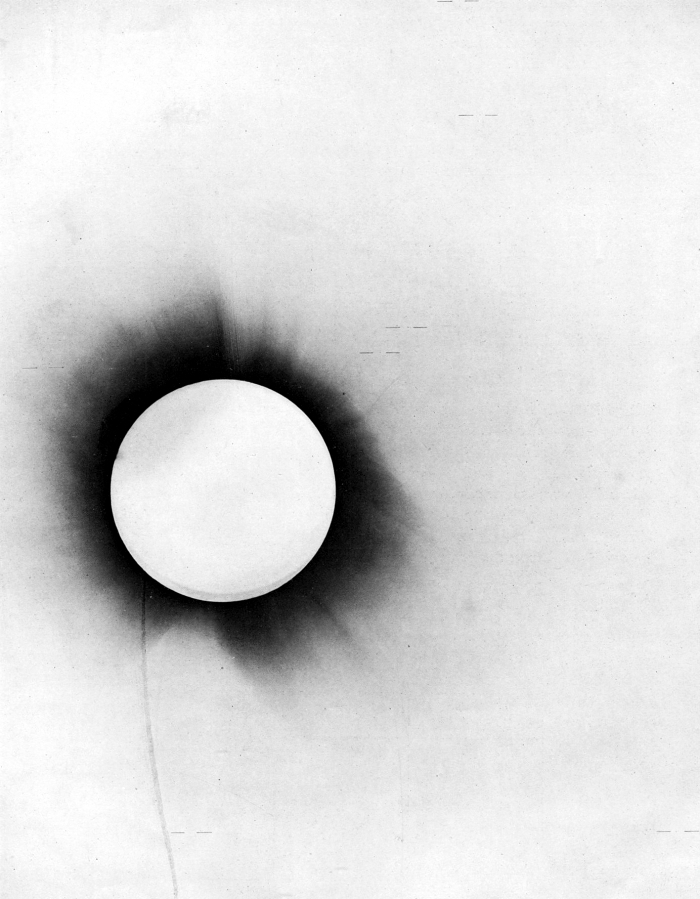
Las mediciones realizadas por Eddington en 1919 del curvado de la luz de las estrellas debido al campo gravitatorio del Sol llevaron a aceptar la relatividad general en todo el mundo.

Alrededor de 1904-1905, los trabajos de Hendrik Antoon Lorentz, Henri Poincaré y finalmente Albert Einstein con su teoría de la relatividad especial, excluyen la posibilidad de propagación de cualquier efecto más rápido que la velocidad de la luz. De ahí se dedujo que la ley de la gravitación de Newton tendría que ser reemplazada por otra ley, compatible con el principio de la relatividad, mientras que se siguieron aceptando los principios newtonianos para aquellas circunstancias en las que los efectos relativistas son insignificantes. Tales intentos fueron realizados por Henri Poincaré (1905), Hermann Minkowski (1907) y Arnold Sommerfeld (1910). En 1907 Einstein llegó a la conclusión de que para lograr esto era necesario un sucesor de la relatividad especial. De 1907 a 1915, trabajó en una nueva teoría, utilizando su principio de equivalencia como concepto clave para guiar su camino. De acuerdo con este principio, un campo gravitatorio uniforme actúa por igual sobre todo lo que está dentro de él y, por lo tanto, no puede ser detectado por un observador que cae libremente. Por el contrario, todos los efectos gravitatorios locales deben ser reproducibles en un marco de referencia de aceleración lineal, y viceversa. Por lo tanto, la gravedad actúa como una fuerza ficticia como la fuerza centrífuga o el efecto Coriolis, que resultan de permanecer en un marco de referencia acelerado; todas las fuerzas ficticias son proporcionales a la masa inercial, al igual que la gravedad. Para efectuar la reconciliación de la gravedad y la teoría de la relatividad especial e incorporar el principio de equivalencia, algo tenía que ser sacrificado; ese algo era la suposición clásica de larga historia de que el espacio obedece a las leyes de la geometría euclidiana, por ejemplo, que el teorema de Pitágoras es verdadero experimentalmente. Einstein usó una geometría más general, pseudo-riemanniana, para permitir la curvatura de espacio y tiempo que era necesaria para la reconciliación; después de ocho años de trabajo (1907-1915), logró descubrir la forma precisa en que el espacio-tiempo debe curvarse para reproducir las leyes físicas observadas en la naturaleza, particularmente la gravitación. La gravedad es distinta de las fuerzas ficticias como la fuerza centrífuga y la fuerza de coriolis en el sentido de que la curvatura del espacio-tiempo se considera físicamente real, mientras que las fuerzas ficticias no se consideran a estos efectos como fuerzas reales. Las primeras soluciones de sus ecuaciones de campo explicaron la precesión anómala de Mercurio y predijeron un inusual curvado de la luz, que se confirmó "después" de la publicación de su teoría. Estas soluciones se explican a continuación.

## Relatividad general, relatividad especial y geometría
En la geometría euclidiana habitual, los triángulos obedecen al teorema de Pitágoras, que establece que la distancia al cuadrado ds2 entre dos puntos en el espacio es la suma de los cuadrados de sus componentes perpendiculares
{\displaystyle ds^{2}=dx^{2}+dy^{2}+dz^{2}\,\!}
donde dx, dy y dz representan las diferencias infinitesimales entre las coordenadas x, y y z de dos puntos en un sistema de coordenadas cartesianas. Ahora, imagínese un mundo en el que esto no sea del todo cierto; un mundo donde la distancia viene dada por
{\displaystyle ds^{2}=F(x,y,z)dx^{2}+G(x,y,z)dy^{2}+H(x,y,z)dz^{2}\,\!}
donde F, G y H son funciones arbitrarias de posición. No es difícil imaginar un mundo así; de hecho, la Tierra se ajusta a esta descripción: la superficie de la esfera terrestre es curva, por lo que es imposible hacer un mapa plano perfectamente exacto del mundo. Los sistemas de coordenadas no cartesianos ilustran esto bien; por ejemplo, en las coordenadas esféricas (r, θ, φ), la distancia euclidiana se puede escribir como
{\displaystyle ds^{2}=dr^{2}+r^{2}d\theta ^{2}+r^{2}\sin ^{2}\theta d\varphi ^{2}\,\!}
Otra ilustración sería un mundo en el que los patrones utilizados para medir la longitud no fuesen fiables, porque cambiara su longitud con su posición o incluso su orientación. En el caso más general, se deben tener en cuenta los términos cruzados cuando se calcula la distancia ds:
{\displaystyle ds^{2}=g_{xx}dx^{2}+g_{xy}dxdy+g_{xz}dxdz+\cdots +g_{zy}dzdy+g_{zz}dz^{2}\,\!}
donde las nueve funciones gxx, gxy,…, gzz constituyen el tensor métrico, que define la geometría del espacio en la geometría de Riemann. En el ejemplo de coordenadas esféricas anterior, no hay términos cruzados; los únicos componentes del tensor métrico distinto de cero son grr = 1, gθθ = r2 y gφφ = r2 sin2 θ.
En su teoría de la relatividad especial, Albert Einstein demostró que la distancia ds entre dos puntos espaciales no es constante, sino que depende del movimiento del observador. Sin embargo, hay una medida de separación entre dos puntos en el espacio-tiempo -llamada "tiempo propio" y denotada con el símbolo dτ- que es invariante; en otras palabras, no depende del movimiento del observador.
{\displaystyle c^{2}d\tau ^{2}=c^{2}dt^{2}-dx^{2}-dy^{2}-dz^{2}\,\!}
que puede expresarse en coordenadas esféricas como
{\displaystyle c^{2}d\tau ^{2}=c^{2}dt^{2}-dr^{2}-r^{2}d\theta ^{2}-r^{2}\sin ^{2}\theta d\varphi ^{2}\,\!}
Esta fórmula es la extensión natural del teorema de Pitágoras y, de manera similar, solo se cumple cuando no hay curvatura en el espacio-tiempo. En la relatividad general, sin embargo, el espacio y el tiempo pueden tener curvatura, por lo que esta fórmula de distancia debe modificarse a una forma más general
{\displaystyle c^{2}d\tau ^{2}=g_{\mu \nu }dx^{\mu }dx^{\nu }\,\!}
del mismo modo que se generaliza la fórmula para medir la distancia en la superficie de la Tierra. La forma exacta de la métrica gμν depende de la masa gravitante, el momento y la energía, como se describe en las ecuaciones del campo de Einstein. Einstein desarrolló esas ecuaciones de campo para que coincidieran con las leyes conocidas de la naturaleza; sin embargo, predijeron fenómenos nunca antes vistos (como el curvado de la luz por efecto de la gravedad) que se confirmaron más adelante.

### Ecuación geodésica
Según la teoría de la relatividad general de Einstein, las partículas de masa despreciable viajan recorriendo líneas geodésicas en el espacio-tiempo. En un espacio-tiempo no curvado, lejos de una fuente de gravedad, estas geodésicas corresponden a líneas rectas; sin embargo, pueden desviarse de las líneas rectas cuando el espacio-tiempo es curvo. La ecuación para las líneas geodésicas es
{\displaystyle {\frac {d^{2}x^{\mu }}{dq^{2}}}+\Gamma _{\nu \lambda }^{\mu }{\frac {dx^{\nu }}{dq}}{\frac {dx^{\lambda }}{dq}}=0}
donde Γ representa los símbolos de Christoffel y la variable q parametriza el camino de la partícula a través de espacio-tiempo, su llamada línea de universo. El símbolo de Christoffel depende solo del tensor métrico gμν, o más bien de cómo cambia con la posición. La variable q es un múltiplo constante del tiempo propio τ para órbitas en forma de tiempo (que son transitadas por partículas masivas), y generalmente se toma como igual a él. Para órbitas similares a la luz (o nulas) (que son transitadas por partículas sin masa como el fotón), el tiempo propio es cero y, en sentido estricto, no puede utilizarse como la variable q. Sin embargo, se pueden deducir órbitas similares de la luz como el límite ultrarrelativista de órbitas similares a las del tiempo, es decir, el límite cuando la masa de la partícula m se hace cero mientras se mantiene fija su energía total.

## Solución de Schwarzschild
Una solución exacta para las ecuaciones del campo de Einstein es la métrica de Schwarzschild, que corresponde al campo gravitatorio externo de un cuerpo estacionario de masa M, no cargado, no giratorio y esféricamente simétrico. Se caracteriza por una escala de longitud rs, conocida como el radio de Schwarzschild, que se define por la fórmula
{\displaystyle r_{s}={\frac {2GM}{c^{2}}}}
donde G es la constante de gravitación universal. La teoría de la gravedad newtoniana clásica se recupera en el límite a medida que la relación rs/r tiende a cero. En ese límite, la métrica vuelve a la definida por la teoría de la relatividad especial.
En la práctica, esta relación es casi siempre extremadamente pequeña. Por ejemplo, el radio de Schwarzschild rs de la Tierra es aproximadamente 9 mm; en la superficie de la Tierra, las correcciones correspondientes a la gravedad newtoniana son solo de una parte en mil millones. El radio del Sol de Schwarzschild es mucho más grande, aproximadamente 2953 metros, pero en su superficie, la relación rs/r es aproximadamente de 4 partes en un millón. Una estrella enana blanca es mucho más densa, pero incluso aquí la relación en su superficie es de aproximadamente 250 partes en un millón. La relación solo se vuelve grande cerca de objetos ultradensos, como las estrellas de neutrones (donde la proporción es aproximadamente 50%) y los agujeros negros.

### Órbitas sobre la masa central

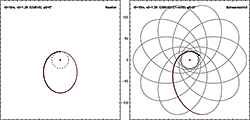
Comparación entre la órbita de una partícula en el espacio-tiempo de Newton (izquierda) y de Schwarzschild (derecha). Hágase clic para obtener gráficos animados de alta resolución.

Las órbitas de una partícula de masa infinitesimal m respecto a una masa central M viene dada por la ecuación de movimiento
{\displaystyle \left({\frac {dr}{d\tau }}\right)^{2}={\frac {E^{2}}{m^{2}c^{2}}}-\left(1-{\frac {r_{s}}{r}}\right)\left(c^{2}+{\frac {h^{2}}{r^{2}}}\right).}
donde h es el momento angular relativo específico, {\displaystyle h=r\times v={L \over \mu }}. Esto se puede convertir en una ecuación para la órbita
{\displaystyle \left({\frac {dr}{d\varphi }}\right)^{2}={\frac {r^{4}}{b^{2}}}-\left(1-{\frac {r_{s}}{r}}\right)\left({\frac {r^{4}}{a^{2}}}+r^{2}\right)}
donde, por brevedad, se han introducido dos escalas de longitud, a=h/c y b=Lc/E. Son constantes del movimiento y dependen de las condiciones iniciales (posición y velocidad) de la partícula. Por lo tanto, la solución de la ecuación de la órbita es
{\displaystyle \varphi =\int {\frac {1}{r^{2}}}\left[{\frac {1}{b^{2}}}-\left(1-{\frac {r_{\mathrm {s} }}{r}}\right)\left({\frac {1}{a^{2}}}+{\frac {1}{r^{2}}}\right)\right]^{-1/2}dr.}

### Energía radial potencial eficaz
La ecuación de movimiento para la partícula que se ha deducido 
{\displaystyle \left({\frac {dr}{d\tau }}\right)^{2}={\frac {E^{2}}{m^{2}c^{2}}}-c^{2}+{\frac {r_{s}c^{2}}{r}}-{\frac {h^{2}}{r^{2}}}+{\frac {r_{s}h^{2}}{r^{3}}}}
puede reescribirse utilizando la definición del radio de Schwarzschild rs como
{\displaystyle {\frac {1}{2}}m\left({\frac {dr}{d\tau }}\right)^{2}=\left[{\frac {E^{2}}{2mc^{2}}}-{\frac {1}{2}}mc^{2}\right]+{\frac {GMm}{r}}-{\frac {L^{2}}{2\mu r^{2}}}+{\frac {G(M+m)L^{2}}{c^{2}\mu r^{3}}}}
que es equivalente a una partícula que se mueve en un potencial efectivo unidimensional
{\displaystyle V(r)=-{\frac {GMm}{r}}+{\frac {L^{2}}{2\mu r^{2}}}-{\frac {G(M+m)L^{2}}{c^{2}\mu r^{3}}}}
Los primeros dos términos son energías clásicas bien conocidas, la primera es la energía potencial gravitatoria atractiva newtoniana y la segunda corresponde al energía potencial "centrífuga" repulsiva; sin embargo, el tercer término es una energía atractiva exclusiva de la relatividad general. Como se muestra a continuación y en el artículo dedicado al vector de Runge-Lenz, esta energía cúbica inversa hace que las órbitas elípticas experimenten una precesión en un ángulo de δφ por revolución
{\displaystyle \delta \varphi \approx {\frac {6\pi G(M+m)}{c^{2}A\left(1-e^{2}\right)}}}
donde A es el semieje mayor y e es la excentricidad orbital.
El tercer término es atractivo y domina para valores pequeños de r, dando un radio interior crítico rinner en el que una partícula se dirija inexorablemente hacia adentro, al punto donde r= 0; este radio interno es una función del momento angular de la partícula por unidad de masa o, de forma equivalente, a la escala de longitud a definida anteriormente.

### Órbitas circulares y su estabilidad

Potencial radial efectivo para varios momentos angulares. En radios pequeños, la energía cae precipitadamente, haciendo que la partícula sea atraída inexorablemente hacia adentro, de forma que r = 0. Sin embargo, cuando el momento angular normal a/r_{s} = L/mcr_{s} es igual a la raíz cuadrada de tres, es posible una órbita circular metaestable en el radio resaltado con un círculo verde. Para momentos angulares superiores, aparece una barrera centrífuga significativa (curva naranja) y un radio interno inestable, resaltado en rojo.

El potencial efectivo V se puede volver a escribir en términos de la longitud a = h / c:
{\displaystyle V(r)={\frac {mc^{2}}{2}}\left[-{\frac {r_{s}}{r}}+{\frac {a^{2}}{r^{2}}}-{\frac {r_{s}a^{2}}{r^{3}}}\right].}
Las órbitas circulares son posibles cuando la fuerza efectiva es cero:
{\displaystyle F=-{\frac {dV}{dr}}=-{\frac {mc^{2}}{2r^{4}}}\left[r_{s}r^{2}-2a^{2}r+3r_{s}a^{2}\right]=0;}
es decir, cuando las dos fuerzas atractivas -la gravedad newtoniana (primer término) y la atracción exclusiva de la relatividad general (tercer término) - están exactamente equilibradas por la fuerza centrífuga repulsiva (segundo término). Hay dos radios en los que puede ocurrir este equilibrio, que se denota aquí como rinterior y rexterior:
{\displaystyle r_{\mathrm {exterior} }={\frac {a^{2}}{r_{s}}}\left(1+{\sqrt {1-{\frac {3r_{s}^{2}}{a^{2}}}}}\right)}
{\displaystyle r_{\mathrm {interior} }={\frac {a^{2}}{r_{s}}}\left(1-{\sqrt {1-{\frac {3r_{s}^{2}}{a^{2}}}}}\right)={\frac {3a^{2}}{r_{\mathrm {exterior} }}},}
que se obtienen despejando una ecuación de segundo grado. El radio interno rinterno es inestable, porque la tercera fuerza atractiva se fortalece mucho más rápido que las otras dos fuerzas cuando r se vuelve pequeño; si la partícula se desliza ligeramente hacia adentro desde r interior (donde las tres fuerzas están en equilibrio), la tercera fuerza domina a las otras dos y atrae a la partícula inexorablemente hacia adentro, al punto donde r =0. En el radio exterior, sin embargo, las órbitas circulares son estables; el tercer término es menos importante y el sistema se comporta más como el problema de Kepler no relativista.
Cuando a es mucho mayor que rs (el caso clásico), estas fórmulas se vuelven aproximadamente
{\displaystyle r_{\mathrm {exterior} }\approx {\frac {2a^{2}}{r_{s}}}}
{\displaystyle r_{\mathrm {interior} }\approx {\frac {3}{2}}r_{s}}

Se representan los radios estables e inestables frente al momento angular normal a/r_{s} = L/mcr_{s} en azul y rojo, respectivamente. Estas curvas se encuentran en una órbita circular única (círculo verde) cuando el momento angular normal es igual a la raíz cuadrada de tres. A modo de comparación, el radio clásico predicho a partir de la aceleración y la ley de la gravedad de Newton está trazado en negro.

Sustituyendo las definiciones de a y rs en router se obtiene la fórmula clásica para una partícula de masa m que orbita un cuerpo de masa M.
{\displaystyle r_{\mathrm {outer} }^{3}={\frac {G(M+m)}{\omega _{\varphi }^{2}}}}
donde ωφ es la velocidad angular orbital de la partícula. Esta fórmula se obtiene en mecánica no relativista estableciendo la fuerza centrífuga igual a la fuerza gravitatoria newtoniana:
{\displaystyle {\frac {GMm}{r^{2}}}=\mu \omega _{\varphi }^{2}r}
donde {\displaystyle \mu } es la masa reducida.

En la notación adoptada, la velocidad angular orbital clásica es igual
{\displaystyle \omega _{\varphi }^{2}\approx {\frac {GM}{r_{\mathrm {outer} }^{3}}}=\left({\frac {r_{s}c^{2}}{2r_{\mathrm {outer} }^{3}}}\right)=\left({\frac {r_{s}c^{2}}{2}}\right)\left({\frac {r_{s}^{3}}{8a^{6}}}\right)={\frac {c^{2}r_{s}^{4}}{16a^{6}}}}
En el otro extremo, cuando a2 se acerca a 3rs2 desde arriba, los dos radios convergen en un solo valor
{\displaystyle r_{\mathrm {outer} }\approx r_{\mathrm {inner} }\approx 3r_{s}}
La ecuación de segundo grado anterior asegura que router siempre es mayor que 3rs, mientras que rinterior se encuentra entre 3⁄2 rs y 3rs. Las órbitas circulares más pequeñas que 3⁄2 rs no son posibles. Para las partículas sin masa, a tiende al infinito, lo que implica que hay una órbita circular para los fotones en rinner = 3⁄2 rs. La esfera de este radio a veces se conoce como esfera fotónica.

### Precesión de las órbitas elípticas

En el Problema de Kepler no relativista, una partícula recorre la misma elipse perfecta (órbita roja) eternamente. La relatividad general introduce una tercera fuerza que atrae a la partícula un poco más fuertemente que la gravedad newtoniana, especialmente con radios pequeños. Esta tercera fuerza hace que la órbita elíptica de la partícula experimente una precesión (órbita cian) en la dirección de su rotación. Este efecto se midió en Mercurio, Venus y la Tierra. El punto amarillo dentro de las órbitas representa el centro de la atracción gravitatoria, como el Sol.

La velocidad de precesión orbital puede deducirse usando este potencial efectivo radial V. Una pequeña desviación radial de una órbita circular de radio rexterior oscilará de manera estable con una frecuencia angular
{\displaystyle \omega _{r}^{2}={\frac {1}{m}}\left[{\frac {d^{2}V}{dr^{2}}}\right]_{r=r_{\mathrm {exterior} }}}
que es igual a
{\displaystyle \omega _{r}^{2}=\left({\frac {c^{2}r_{s}}{2r_{\mathrm {exterior} }^{4}}}\right)\left(r_{\mathrm {exterior} }-r_{\mathrm {inner} }\right)=\omega _{\varphi }^{2}{\sqrt {1-{\frac {3r_{s}^{2}}{a^{2}}}}}}
Tomando la raíz cuadrada de ambos lados y expandiendo la expresión usando el teorema del binomio produce la fórmula
{\displaystyle \omega _{r}=\omega _{\varphi }\left(1-{\frac {3r_{s}^{2}}{4a^{2}}}+\cdots \right)}
Multiplicando por el período T de una revolución da la precesión de la órbita por revolución
{\displaystyle \delta \varphi =T\left(\omega _{\varphi }-\omega _{r}\right)\approx 2\pi \left({\frac {3r_{s}^{2}}{4a^{2}}}\right)={\frac {3\pi m^{2}c^{2}}{2L^{2}}}r_{s}^{2}}
donde se ha usado ωφT = 2п y la definición de la relación de escala a. Sustituyendo la definición del radio de Schwarzschild rs resulta
{\displaystyle \delta \varphi \approx {\frac {3\pi m^{2}c^{2}}{2L^{2}}}\left({\frac {4G^{2}M^{2}}{c^{4}}}\right)={\frac {6\pi G^{2}M^{2}m^{2}}{c^{2}L^{2}}}}
Esto se puede simplificar utilizando el semieje A y la excentricidad e de la órbita elíptica relacionados por la fórmula
{\displaystyle {\frac {h^{2}}{G(M+m)}}=A\left(1-e^{2}\right)}
para dar el ángulo de precesión
{\displaystyle \delta \varphi \approx {\frac {6\pi G(M+m)}{c^{2}A\left(1-e^{2}\right)}}}

## Más allá de la solución Schwarzschild

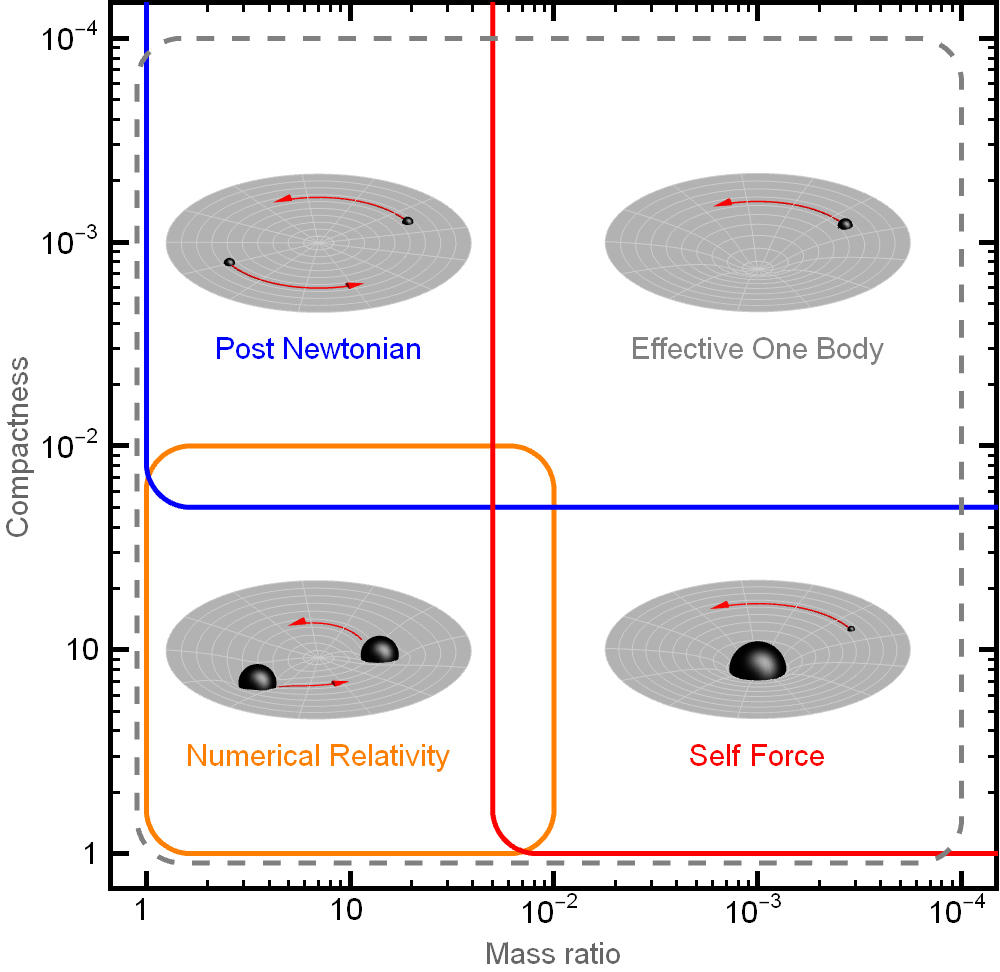
Diagrama del espacio de parámetros de cuerpos binarios compactos con los diversos esquemas de aproximación y sus regiones de validez.

### Expansión post-Newtoniana
En la solución de Schwarzschild, se supone que la masa mayor M es estacionaria y solo determina el campo gravitacional (es decir, la geometría del espacio-tiempo) y, por lo tanto, la masa menor m sigue un camino geodésico a través de ese espacio-tiempo fijo. Esta es una aproximación razonable para los fotones y la órbita de Mercurio, que es aproximadamente 6 millones de veces más ligero que el Sol. Sin embargo, es inadecuada para las estrellas binarias, en las que las masas pueden ser de magnitud similar.
La métrica para el caso de dos masas comparables no se puede resolver en forma cerrada y, por lo tanto, hay que recurrir a técnicas de aproximación como la aproximación postnewtoniana o las aproximaciones numéricas. De paso, se puede mencionar una excepción particular en dimensiones más bajas (véase modelo R=T para más detalles). En dimensiones (1 + 1), es decir, un espacio formado por una dimensión espacial y una dimensión temporal, la métrica para dos cuerpos de masas iguales puede resolverse analíticamente en términos de la función W de Lambert. Sin embargo, la energía gravitacional entre los dos cuerpos es intercambiada a través del dilatón en lugar del gravitón, que requiere el espacio tridimensional para propagarse.
La expansión postnewtoniana es un método de cálculo que proporciona una serie de soluciones cada vez más precisas para un problema determinado. El método es iterativo; una solución inicial para movimientos de partículas se usa para calcular los campos gravitacionales; a partir de estos campos derivados, se pueden calcular nuevos movimientos de partículas, a partir de los cuales se pueden calcular estimaciones aún más precisas de los campos, y así sucesivamente. Este enfoque se denomina "post-Newtoniano" porque la solución newtoniana para las órbitas de partículas se usa a menudo como la solución inicial.
Cuando este método se aplica al problema de los dos cuerpos sin restricción en sus masas, el resultado es notablemente simple. En el orden más bajo, el movimiento relativo de las dos partículas es equivalente al movimiento de una partícula infinitesimal en el campo de sus masas combinadas. En otras palabras, se puede aplicar la solución de Schwarzschild, siempre que se use M + m en lugar de M en las fórmulas para el radio de Schwarzschild rs y el ángulo de precesión por revolución δφ.

### Enfoques computacionales modernos
Las ecuaciones de Einstein también se pueden resolver en un ordenador utilizando métodos numéricos sofisticados. Disponiendo de la potencia de cálculo necesaria, tales soluciones pueden ser más precisas que las soluciones postnewtonianas. Sin embargo, tales cálculos son exigentes porque las ecuaciones generalmente deben resolverse en un espacio de cuatro dimensiones. Sin embargo, a partir de finales de la década de 1990, fue posible resolver problemas difíciles como la fusión de dos agujeros negros, que es una versión muy difícil del problema de Kepler en la relatividad general.

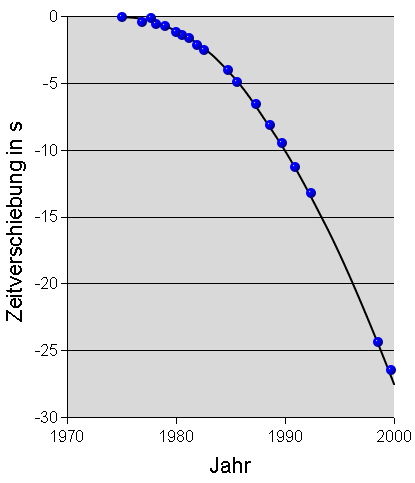
Las disminuciones observadas experimentalmente del período orbital del pulsar binario PSR B1913+16 (puntos azules) coinciden con las predicciones de la relatividad general (curva negra) casi exactamente.

### Radiación gravitacional
Si no hay radiación gravitacional entrante, según la relatividad general, dos cuerpos que orbitan entre sí emitirán ondas gravitatorias, causando que las órbitas pierdan energía gradualmente.

Dos estrellas de neutrones que giran rápidamente una alrededor de la otra gradualmente pierden energía emitiendo radiación gravitacional. A medida que pierden energía, orbitan entre sí más rápidamente y más cerca la una de la otra.

Se han calculado las fórmulas que describen la pérdida de energía y de momento angular debida a la radiación gravitatoria de los dos cuerpos del problema de Kepler. La tasa de pérdida de energía (promediada en una órbita completa) está dada por
{\displaystyle -{\Bigl \langle }{\frac {dE}{dt}}{\Bigr \rangle }={\frac {32G^{4}m_{1}^{2}m_{2}^{2}\left(m_{1}+m_{2}\right)}{5c^{5}a^{5}\left(1-e^{2}\right)^{7/2}}}\left(1+{\frac {73}{24}}e^{2}+{\frac {37}{96}}e^{4}\right)}
donde e es la excentricidad orbital y a es el semieje mayor de la órbita elíptica. Los corchetes angulares en el lado izquierdo de la ecuación representan el promedio sobre una sola órbita. Del mismo modo, la tasa promedio de la pérdida de impulso angular es igual
{\displaystyle -{\Bigl \langle }{\frac {dL_{z}}{dt}}{\Bigr \rangle }={\frac {32G^{7/2}m_{1}^{2}m_{2}^{2}{\sqrt {m_{1}+m_{2}}}}{5c^{5}a^{7/2}\left(1-e^{2}\right)^{2}}}\left(1+{\frac {7}{8}}e^{2}\right)}
La tasa de disminución del período está dada por
{\displaystyle -{\Bigl \langle }{\frac {dP_{b}}{dt}}{\Bigr \rangle }={\frac {192\pi G^{5/3}m_{1}m_{2}\left(m_{1}+m_{2}\right)^{-1/3}}{5c^{5}\left(1-e^{2}\right)^{7/2}}}\left(1+{\frac {73}{24}}e^{2}+{\frac {37}{96}}e^{4}\right)\left({\frac {P_{b}}{2\pi }}\right)^{-5/3}}
donde Pb es el período orbital.
Las pérdidas en energía y momento angular aumentan significativamente a medida que la excentricidad se acerca a uno, es decir, a medida que la elipse de la órbita se alarga cada vez más. Las pérdidas de radiación también aumentan significativamente con un tamaño decreciente a de la órbita.